# 恒春银线兰
恒春银线兰（学名：Anoectochilus koshunensis），又名高雄金线莲，为兰科开唇兰属下的一个种，原產於台灣及琉球群島。

## 扩展阅读
- 維基物種上的相關：恒春银线兰